# Elaver portoricensis
Elaver portoricensis är en spindelart som först beskrevs av Alexander Petrunkevitch 1930.  Elaver portoricensis ingår i släktet Elaver och familjen säckspindlar.
Artens utbredningsområde är Puerto Rico. Inga underarter finns listade i Catalogue of Life.